# ألويس كونفي
ألويس كونفي (بالفرنسية: Aloïs Confais)‏ (7 سبتمبر 1996 بإفرو في فرنسا - ) هو لاعب كرة قدم فرنسي في مركز الوسط. شارك مع منتخب فرنسا تحت 18 سنة لكرة القدم. يلعب حاليا مع نادي لومان.

## وصلات خارجية
- ألويس كونفي على موقع قاعدة بيانات كرة القدم.إي يو (الإنجليزية)
- ألويس كونفي على موقع Soccerway.com (الإنجليزية)
- ألويس كونفي على موقع AS.com (الإسبانية)